# Yamurikuma
El yamurikuma és un festival en el qual les dones d'algunes tribus dels pobles del Xingu tribus participen en una espècie reversió de rol de gènere, usant abillaments de plomes i sonalls als turmells que normalment usen els homes. Hi ha diverses competències físiques, que inclouen tir amb arc, natació, carregar troncs, córrer i estirar la corda.
El festival culmina amb un concurs de lluita lliure anomenat huka-huka. Els combats de lluita generalment només duren uns segons fins que un oponent és realment derrocat o 'derrocat' per defecte (quan l'altre lluitador ha agafat els seus dos genolls de tal manera que inevitablement el portaria a ser colpejat contra el sòl).